# 8714-es mellékút (Magyarország)
A 8714-es számú mellékút egy közel 15 kilométer hosszú, négy számjegyű országos közút Vas vármegye területén; a megye nyugati peremén, közvetlenül az osztrák határ mellett, a Pinka völgyében kapcsol össze néhány kisebb települést.

## Nyomvonala
Kilométer-számozása Pornóapáti és az Ausztriához tartozó Beled (Bildein) határán, vagyis az országhatáron, a határvonalat kísérő kis vízfolyás hídjától kezdődik. Északi irányban indul, az ellenkező irányban egy számozatlan települési út vezet Felsőbeled (Oberbildein) központjába. Mintegy 900 méter után éri el Pornóapáti legdélebbi házait, ahol a Körmendi utca nevet veszi fel. Kevéssel 1,6 kilométer elérése előtt, a központban keresztezi a 8713-as utat, utóbbi itt valamivel több mint 13 kilométer megtételén jár túl. 1,8 kilométer után hagyja maga mögött a lakott terület északi szélét, ugyanott lehet letérni nyugati irányban egy alsóbbrendű útra a település vízerőműve felé.

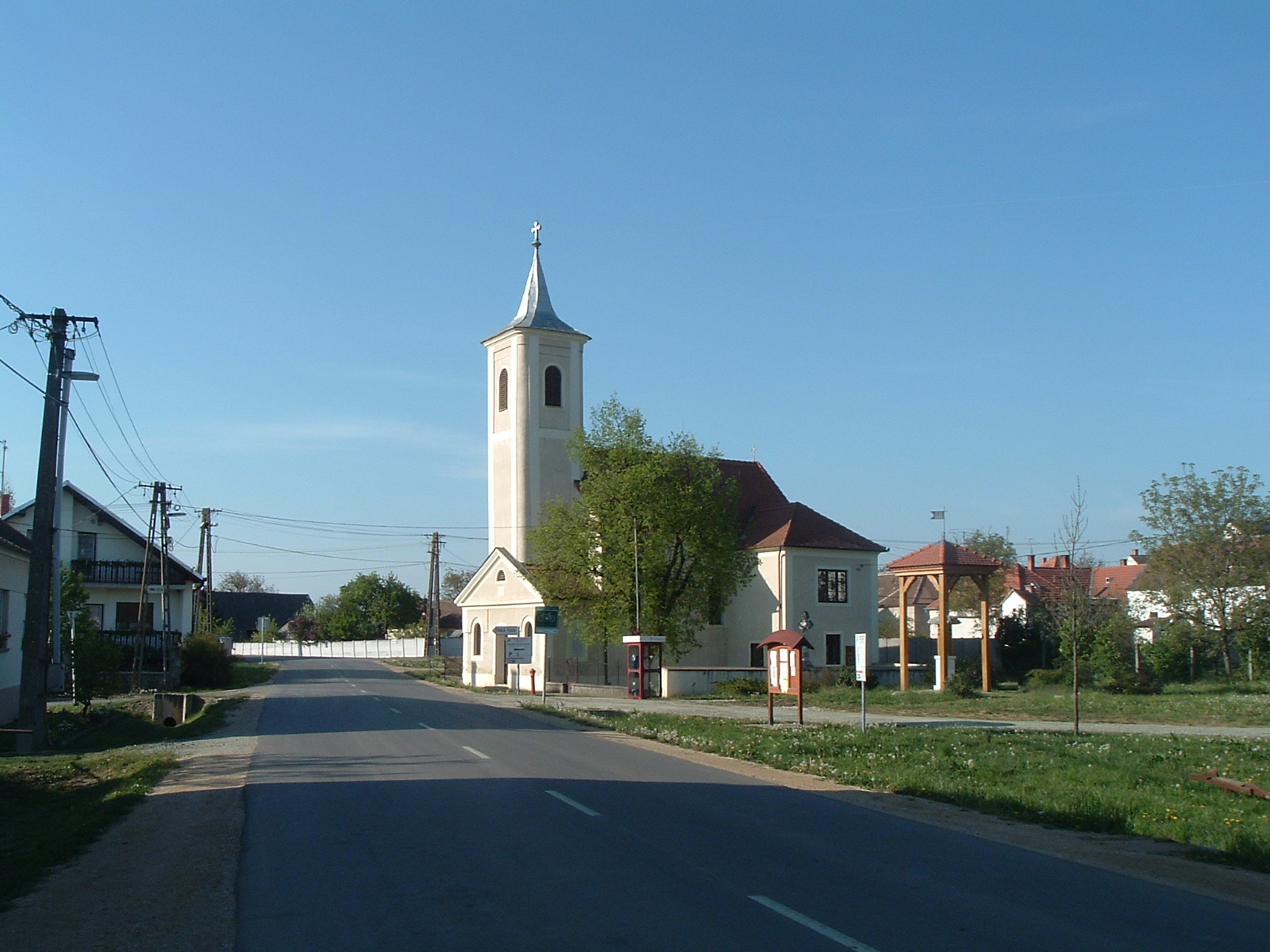
Horvátlövő Szent Anna-temploma az út belterületi szakaszával, dél felől nézve

3,2 kilométer után lépi át az út Horvátlövő határát, az ezt megelőző mintegy 300 méternyi szakasza közvetlenül az országhatár mentén húzódik, attól kevesebb, mint 50 méterre. Nem sokkal ezután egy jelöletlen elágazáshoz ér, ahol Németlövő (Deutsch-Schützen) felé lehet letérni nyugati irányban. Horvátlövő első házait 3,7 kilométer után éri el, a községben végig 48-as utca a települési neve. 4,6 kilométer után ér újból külterületre, és az ötödik kilométerén túljutva el is hagyja a települést.

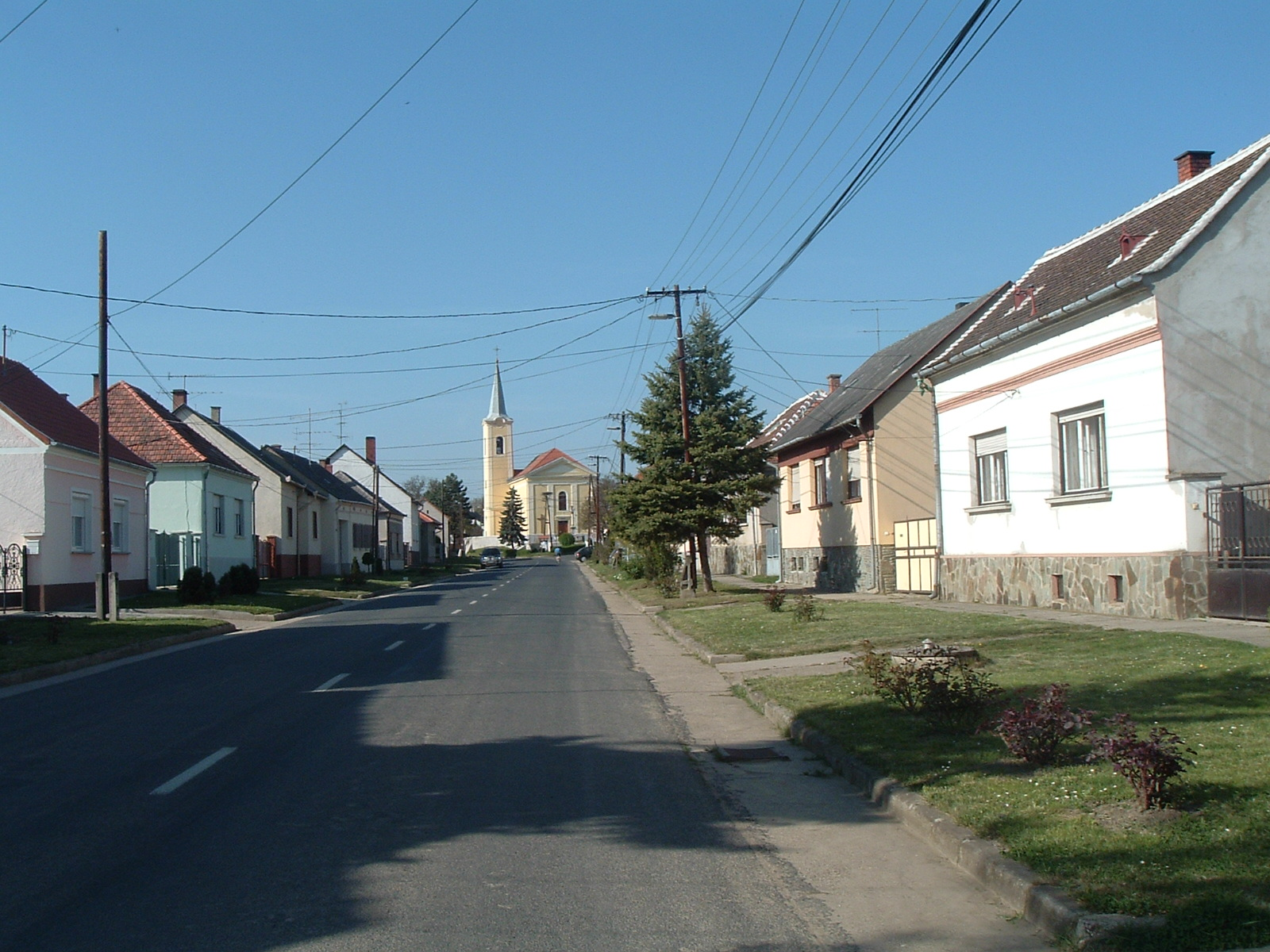
Felsőcsatári szakasza (Petőfi utca) dél felől nézve, a falu katolikus temploméval

Vaskeresztes területén folytatódik, e község délkeleti szélét 5,6 kilométer után éri el, de lakott területeket itt alig érint: a falu központjába a 87 117-es számú mellékút vezet, amely szinte pontosan az út hatodik kilométerénél ágazik el nyugat felé. 7,3 kilométer után már Felsőcsatár határai közt húzódik, a községet 7,9 kilométer után éri el, a Petőfi Sándor utca nevet felvéve. Itt egyúttal eltávolodik a Pinka völgyétől, mivel a kis folyó vonalvezetése a település déli szélét elérve nyugatnak fordul, az út ellenben változatlanul északnak folytatódik, sőt egyes szakaszain keletebbi irányt vesz. A 9. kilométerénél lép ki Felsőcsatár házai közül, 10,9 kilométer után pedig már Narda területére ér.

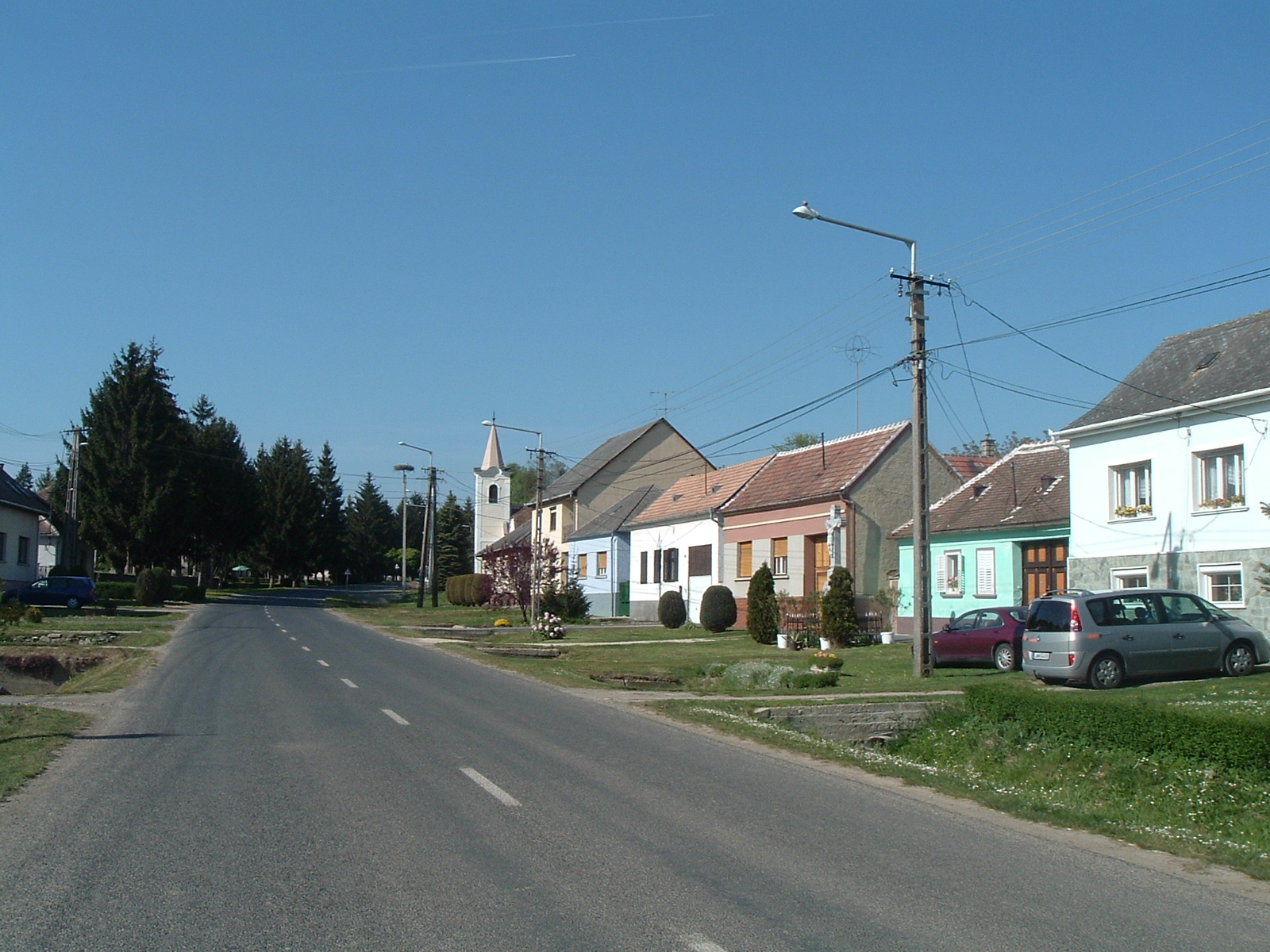
Nagynardai szakasza a falurész templomával, dél felől nézve

Narda első házait 11,5 kilométer után éri el, végighúzódik Nagynarda központján, Kossuth Lajos utca néven, majd a 12+350-es kilométerszelvényét elhagyva, a településrész északi szélénél kiágazik belőle nyugatnak a 87 119-es számú mellékút, ez vezet Kisnarda községrészbe. A 14. kilométerét elhagyva szeli át az út a nyomvonalába eső utolsó községhatárt, innen Bucsu külterületei közt folytatódik. Kevéssel ezután véget is ér, beletorkollva a 8901-es útba, annak 13+800-as kilométerszelvénye közelében. Kevesebb, mint száz méterrel arrébb egyébként a 8901-esnek is vége szakad, becsatlakozva a 89-es főútba, bő másfél kilométerre a bucsui határátkelőhelytől.
Teljes hossza, az országos közutak térképes nyilvántartását szolgáló kira.gov.hu adatbázisa szerint 14,380 kilométer.

## Települések az út mentén
- Pornóapáti
- Horvátlövő
- Vaskeresztes
- Felsőcsatár
- Narda
- Bucsu